# Loyauté (Angel)
Pour la qualité morale, voir Loyauté.
Loyauté est le 15e épisode de la saison 3 de la série télévisée Angel.

## Synopsis
Aubrey Jenkins demande l'aide d'Angel Investigations car son fils a été transformé en vampire. Mais il s'avère qu'elle travaille en fait pour Holtz. Holtz est de moins en moins disposé à collaborer avec Sahjhan et ce dernier se tourne alors vers Lilah Morgan, concluant une alliance avec elle. Sahjhan a besoin d'un échantillon de sang de Connor et Lilah a en déjà en sa possession, en ayant fait voler après des examens de Connor à l'hôpital. Fred et Gunn suivent une piste sur le cas qui occupe l'agence et tombent dans un piège tendu par les sbires de Holtz. Ils se retrouvent encerclés par plusieurs vampires mais parviennent à tous les tuer. Wesley s'inquiète pour Connor depuis qu'il a compris la prophétie. Il accomplit un rituel qui lui confirme qu'Angel tuera son fils. 
Aubrey revient à l'agence mais Wesley et Angel la percent à jour et la laissent partir après l'avoir avertie. Aubrey retourne au repaire de Holtz mais Wesley l'a suivie. Wesley tente de persuader Holtz qu'Angel n'a plus rien à voir avec le vampire que Holtz a connu mais cela le laisse indifférent. Holtz, qui sait que Wesley a découvert la prophétie, le prévient en retour de se préparer à la mort de Connor.

## Statut particulier
Noel Murray, du site The A.V. Club, évoque un épisode centré sur Wesley dans lequel les scènes les plus marquantes sont la « troublante » séquence onirique du début, la conversation entre Wesley et Holtz « qui va au cœur des principaux thèmes de la série » et celle, « aussi amusante que menaçante », où Wesley se voit confirmer ses craintes par un esprit en forme de hamburger. Pour Ryan Bovay, du site Critically Touched, qui lui donne la note de A-, l'épisode sert essentiellement à mettre en place les événements de l'épisode suivant mais il remplit son rôle à la perfection avec de « formidables scènes », parfois sombres et d'autre fois amusantes, impliquant essentiellement Wesley mais aussi Angel, Lilah et Sahjhan. Les seuls détails qui l'empêchent d'atteindre l'excellence sont les scènes entre Fred et Gunn, qui n'apportent rien d'intéressant, et les séquences de combat « qui manquent de punch ».

## Distribution

### Acteurs crédités au générique
- David Boreanaz : Angel
- Charisma Carpenter : Cordelia Chase (créditée mais n'apparaît pas)
- Alexis Denisof : Wesley Wyndam-Pryce
- J. August Richards : Charles Gunn
- Amy Acker : Winifred « Fred » Burkle

### Acteurs crédités en début d'épisode
- Stephanie Romanov : Lilah Morgan
- Laurel Holloman : Justine Cooper
- Jack Conley : Sahjhan
- Wendy Davis : Aubrey Jenkins
- Enrique Castillo : le docteur
- Keith Szarabajka : Daniel Holtz